# Francis Godwin
Francis Godwin fue un clérigo inglés, obispo de Hereford y de Llandaff, nació en 1562 Hannington, Northamptonshirey y falleció en Whitbourne, Herefordshire 29 de abril de 1633.
Historiador inglés que debe principalmente su fama a una novela publicada póstumamente, en 1638, precursora de la ciencia ficción en lengua inglesa: The man in the moone, or a discourse of a voyage thither by Domingo Gonsales, the speedy messenger (El hombre en la luna o discurso de un viaje allí por Domingo González, el raudo mensajero). El protagonista de la novela —precursora también de los relatos de naufragos como Robinson Crusoe— es un español retirado de la milicia y dedicado al comercio con las Indias Orientales; tras quedar solo en la Isla Santa Elena, fabrica una máquina que, impulsada por una especie de gansos gigantes que encuentra en la isla, termina conduciéndole a la luna.